# بارتلیت (تنسی)
بارتلیت(به انگلیسی: Bartlett) شهری در ایالت تنسی کشور ایالات متحده آمریکا است که جمعیت آن در سرشماری سال ۲۰۱۰ میلادی، ۵۴٬۶۱۳ نفر بوده‌است.